# Єраблур
Єраблур (вірм. Եռաբլուր) — військовий цвинтар, розташований у передмісті Єревана. У Єраблурі поховані Герої Вірменії, а з 1988 р. тут поховані вояки, котрі загинули під час Карабаської війни. Статус цвинтаря був прийнятий указом Уряду уряду Вірменії від 26 травня 1992 року. У Єраблурі планується відкриття музею учасників війни у Нагірному Карабасі.

## Розташування
Знаходиться в західній частині Єревана, праворуч від автомагістралі Єреван-Ечміадзін, на височині Єраблур (висота 951 м). Площа цвинтаря — 19,22 га. Комплекс охороняється військової постової службою.

## Негласні закони Єраблура
- В «Єраблурі» немає важливих і неважливих, відомих і невідомих.
- В «Єраблурі» всі рівні.
- В «Єраблурі» кожен — герой.[3]

## Похованні в Єраблурі
- Андранік Торосович Озанян — Національний Герой Вірменії;
- Монте «Аво» Мелконян — герой Вірменії, учасник вірмено-азербайджанської війни, відповідальний за Мартунинський район;
- Каро Кахкеджян («Спітак Арч») — учасник вірмено-азербайджанської війни;
- Шаген Мегрян — учасник вірмено-азербайджанської війни, відповідальний за Шаумянівський район;
- Вазген Завенович Саркісян — командир добровольчих загонів народного ополчення «Єркрапу», загинув під час терористичного акту у парламенті;
- Гурген Маргарян — вірменський лейтенант, який загинув від руки азербайджанського лейтенанта Раміля Сафарова в Угорщині під час проходження програми НАТО «Партнерство заради миру» (див. статтю Вбивство Гургена Маргаряна);
- Кічмар Микола — правозахисник з України[4]
- Айказ Даніелян
- Генадій Бабаханян
- Армен Котолян
- Георгій Камсарович Тамерлан — доброволець з Узбекистану
- Олександр Костюков — доброволець з Росії

## Світлини

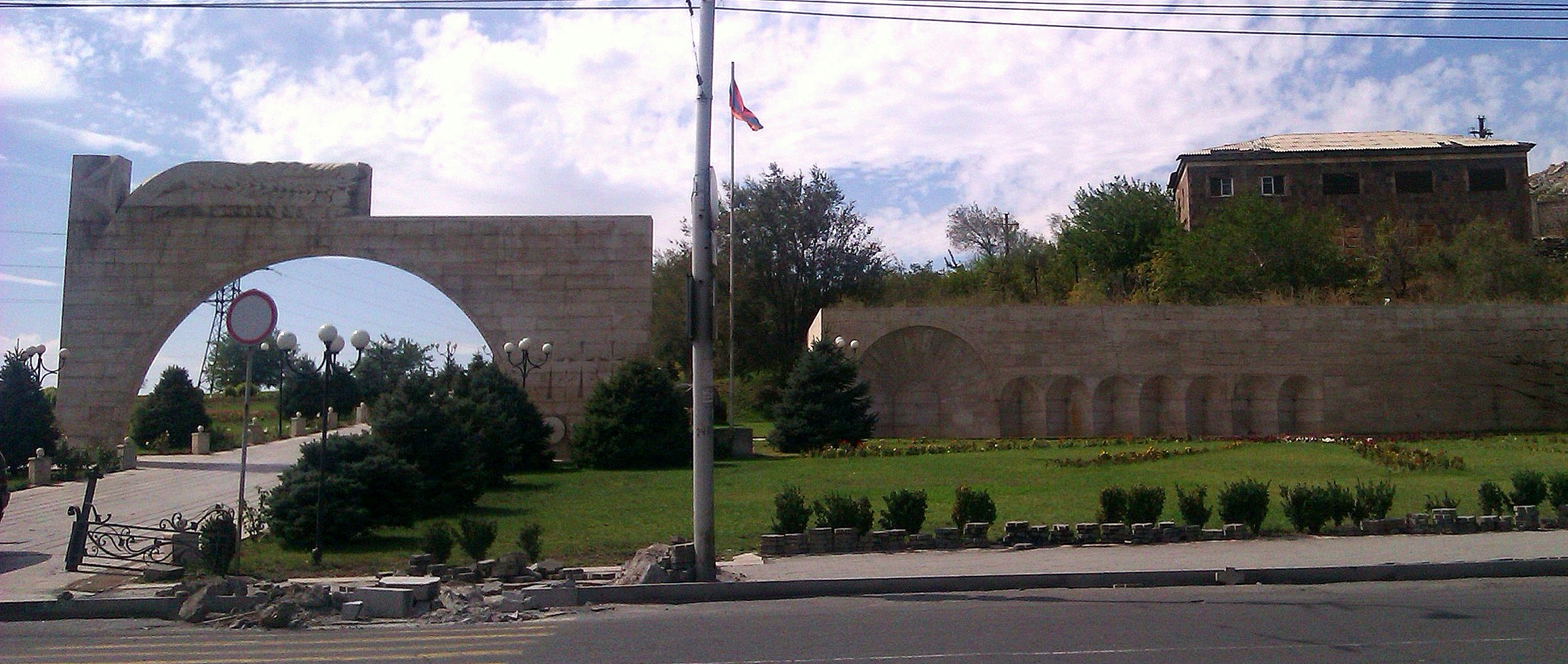
Загальний вигляд цвинтаря

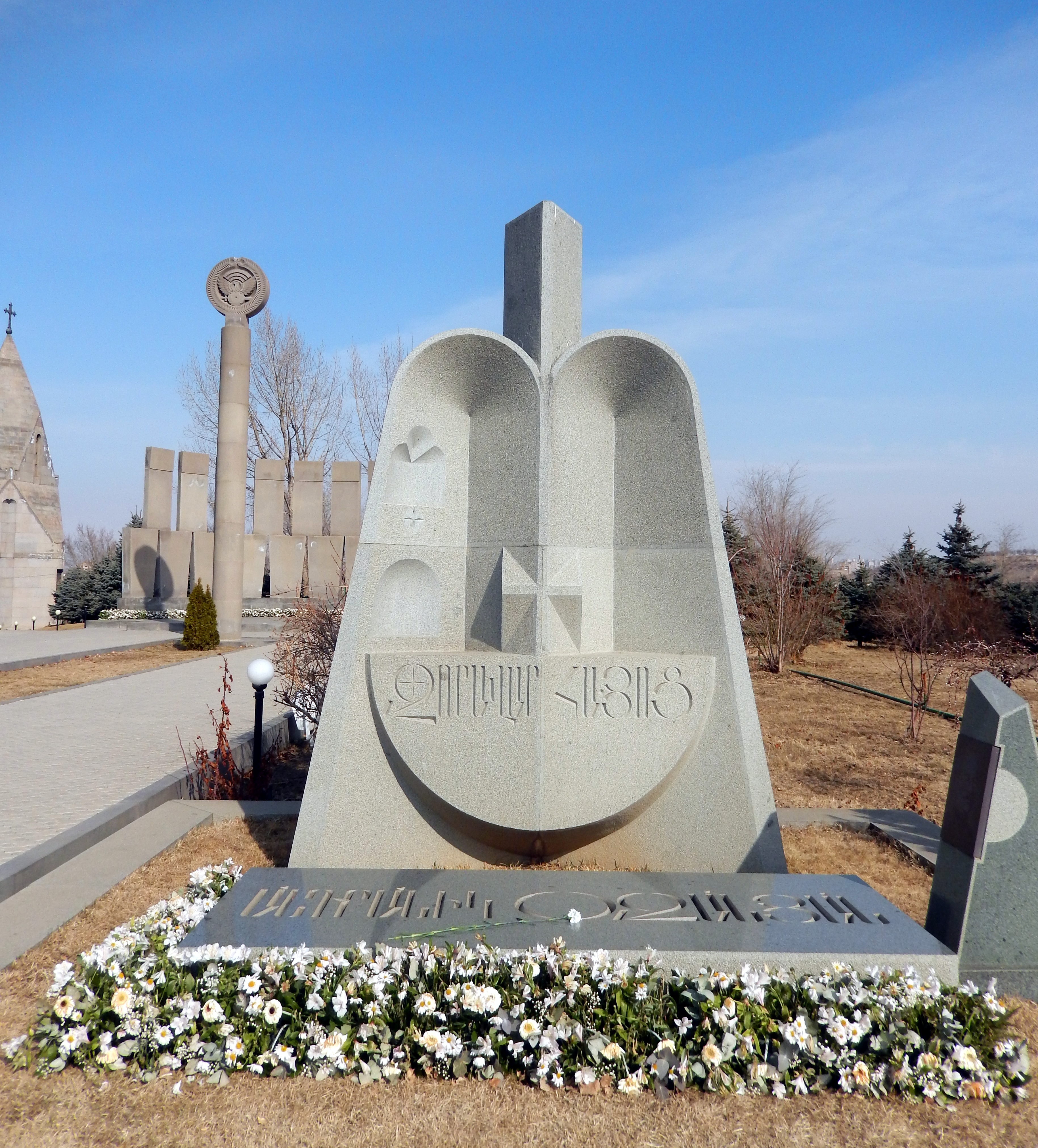
Монумент-пам'ятник Андраніка
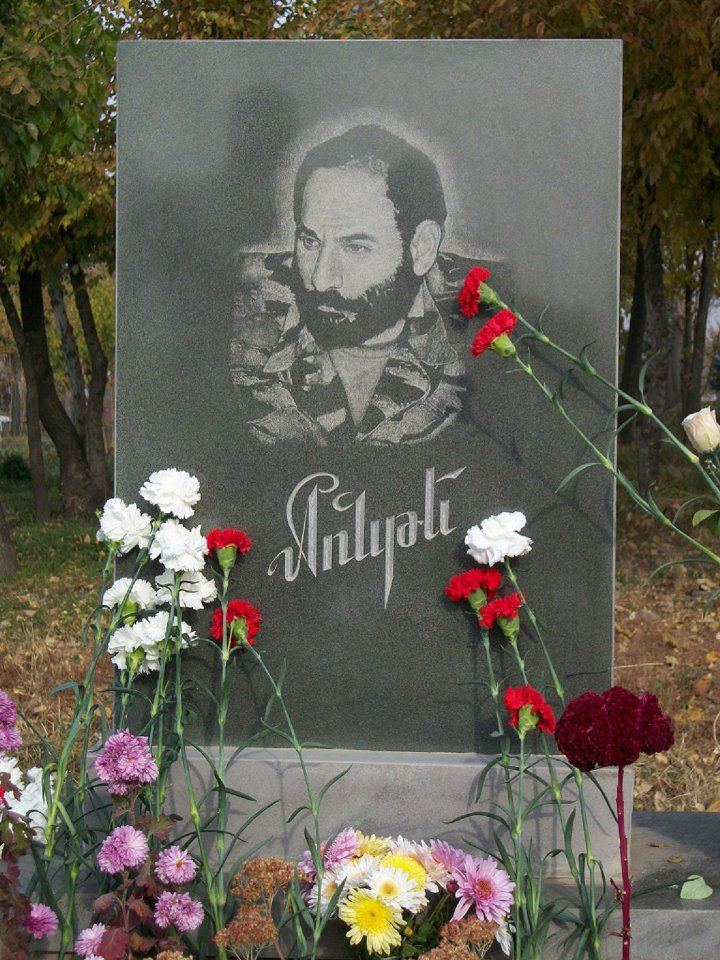
Пам'ятник Монте «Аво» Мелконяну
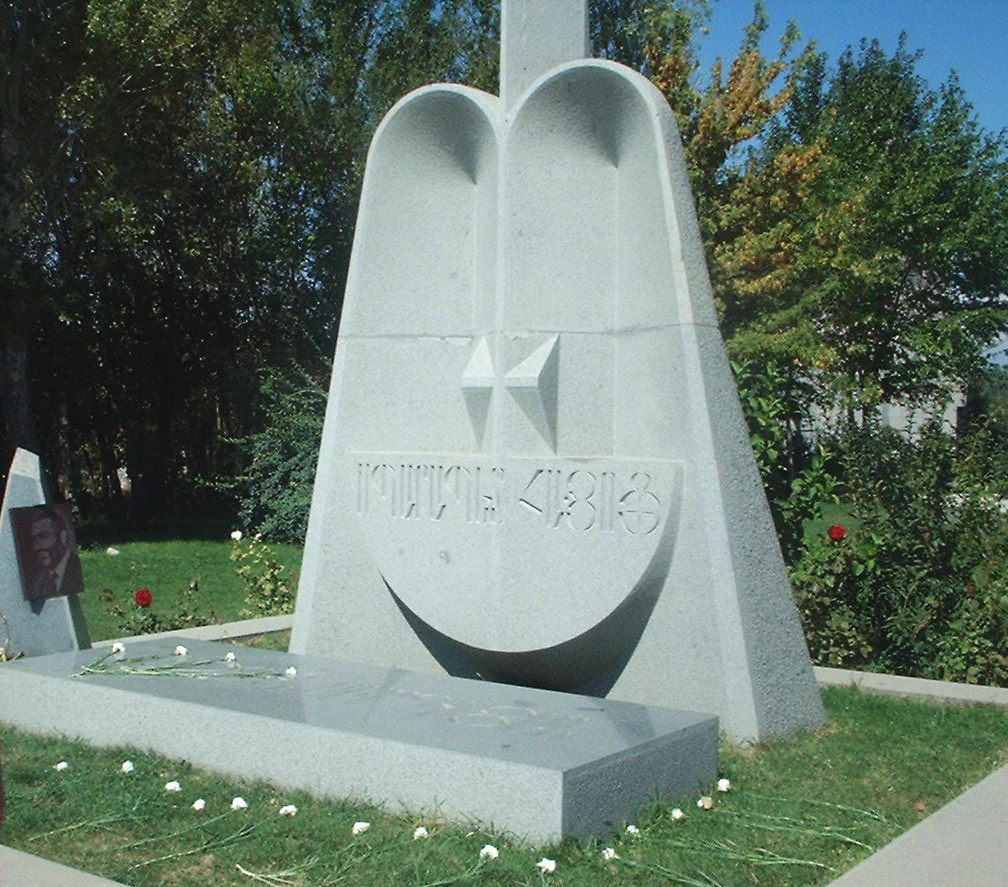
Монумент-пам'ятник Вазгену Саргсяну
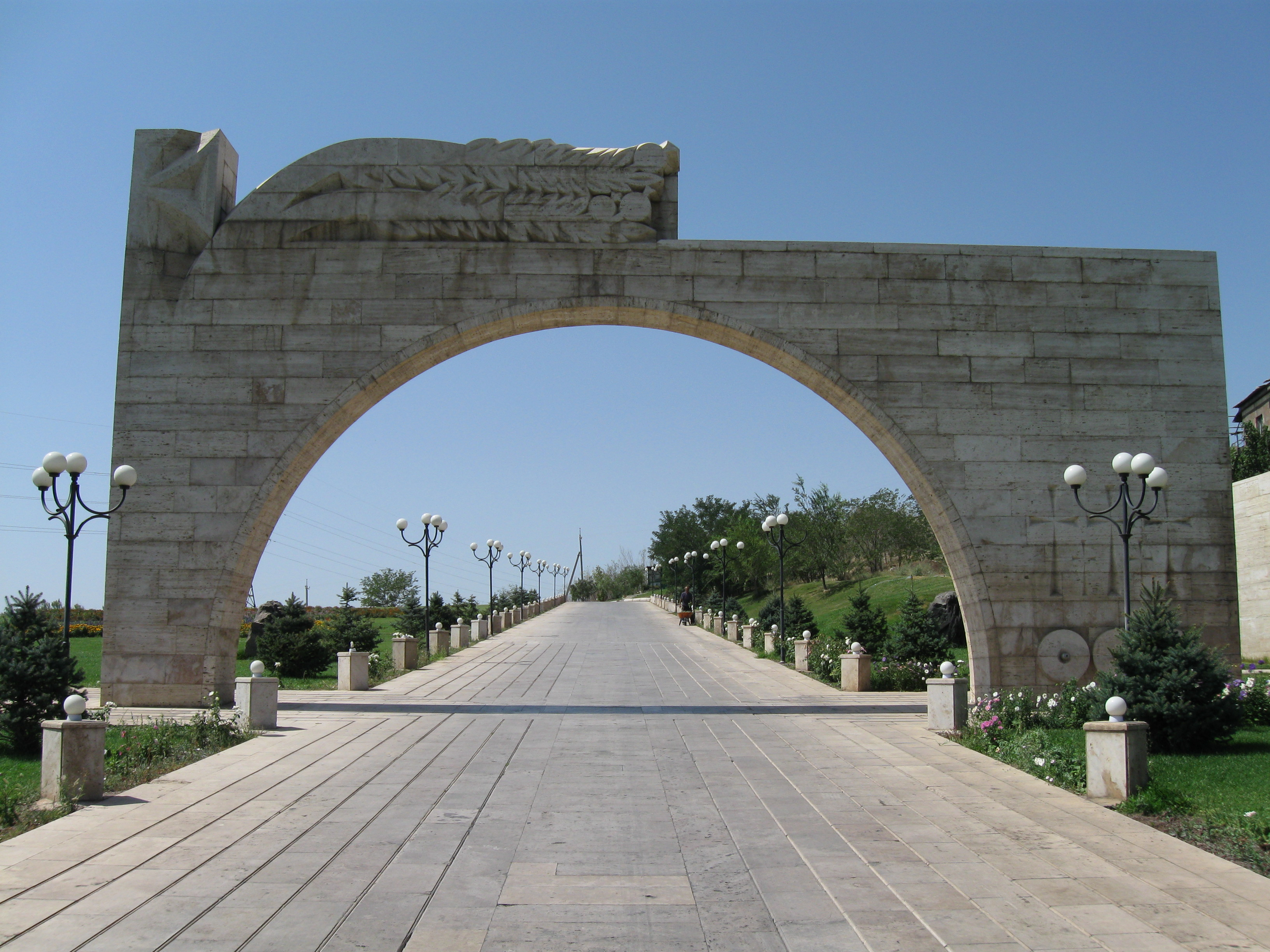
Вхідна брама цвинтаря